# Re del mondo
Il Re del mondo sarebbe, secondo alcune tradizioni dell'Asia centrale, il sovrano della città mitica di Agarthi («l'inaccessibile»), il regno sotterraneo nascosto agli occhi degli uomini e popolato da esseri semidivini (gli Arhat, «gli illuminati»), che si sarebbero rifugiati sottoterra per preservare dalla barbarie i loro poteri e le loro conoscenze. Secondo l'esoterista  René Guénon
(René Guénon, Il Re del mondo, 1927 )

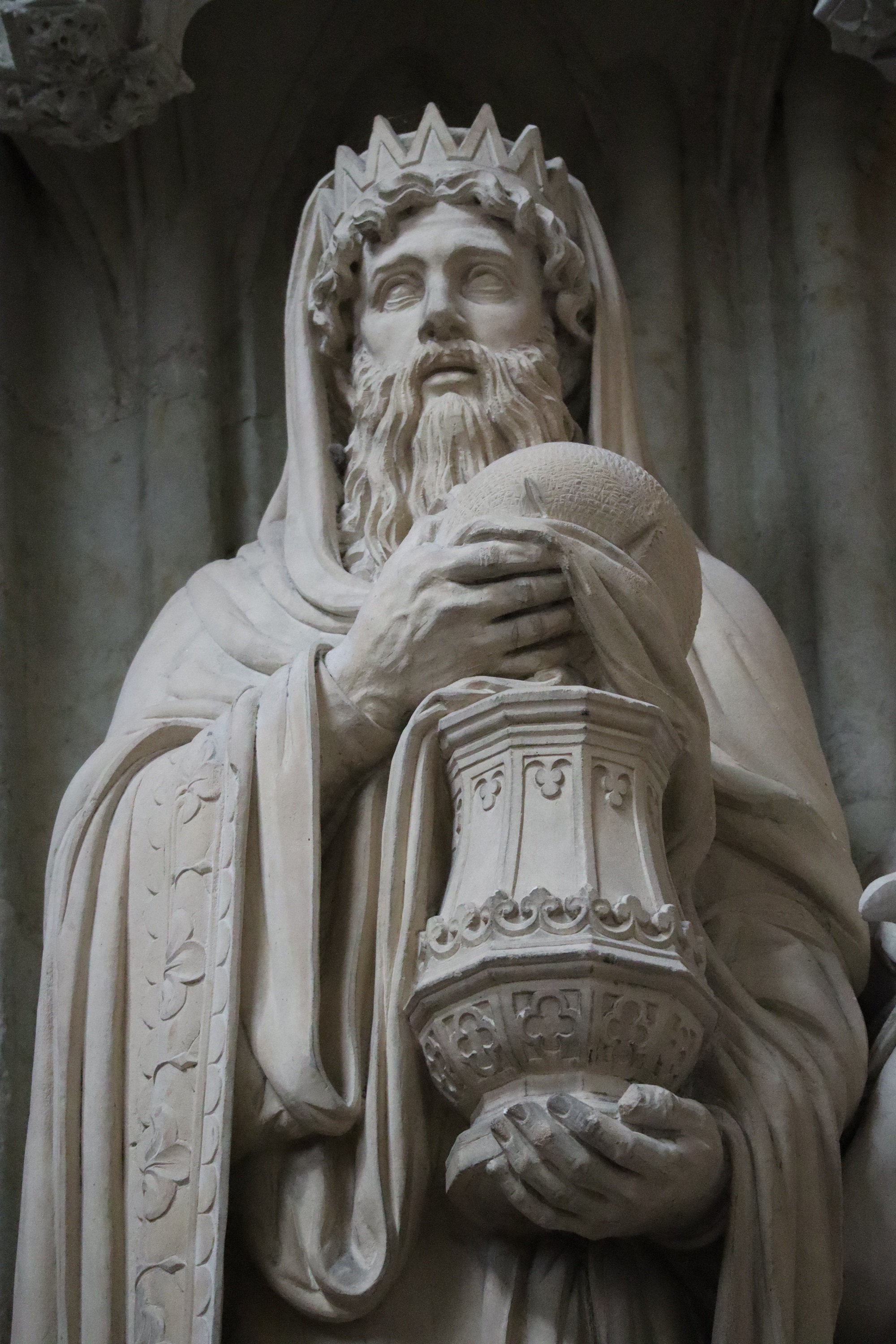
Melchisedec, identificato da René Guénon con il Re del mondo

Si tratta di un appellativo divino a cui per antagonismo si contrappone l'oscuro «re di questo mondo».

## Origine della leggenda
I primi riferimenti espliciti al mito del «Re del Mondo» sono in realtà recenti e si trovano nelle opere di Louis Jacolliot, Saint-Yves d'Alveydre e Ferdynand Ossendowski, che descrivono il regno sotterraneo di Agarthi e il suo Re, il Manu, un essere semidivino, la cui figura simboleggia l'intermediario fra il terreno e il divino.
La radice di questo mito è da ricercarsi nell'omonimo personaggio della religione indù, secondo la quale il Re del Mondo sarebbe un'incarnazione (avatar) del dio Visnù, che compare sulla terra per condurre gli uomini (considerati alla stregua di bambini) alla conoscenza del divino e dell'eternità, ponendolo in totale comunione con Dio.
Secondo il già citato Guénon, inoltre, egli sarebbe da ricondurre anche alla figura biblica di Melchisedec che appare nel libro della Genesi:
(Genesi, 14,18)

## Religione primordiale
Dalle steppe dell'Asia centrale il mito del Re del Mondo avrebbe seguito le grandi migrazioni che, presumibilmente fra il 6000 e il 2000 a.C., diedero origine alle popolazioni dell'Europa settentrionale. La Ásgarðr della mitologia norrena nella quale vivono gli Æsir sarebbe la stessa Agarthi e Odino il "Manu".
Il mito di una terra perfetta ed eterna e del suo Re saggio e illuminato potrebbe aver dato origine a molte delle mitologie evolutesi successivamente in Europa e in Medio Oriente: Manu sarebbe anche il Menes egizio, l'Artù bretone, il Menw celtico, e persino l'Arcangelo Michele della tradizione ebraica e cristiana.
Il Signore del Mondo quindi risulta essere un re-sacerdote e guerriero, un legislatore universale, il maestro di una religione che si trova alla radice di tutte le religioni, il culto unico e primordiale dell'Età dell'Oro, in contrapposizione con le comuni credenze che sarebbero solo la pallida ombra della religione originaria, frutto dell'Età Nera (Kali Yuga della tradizione indù) in cui viviamo. Tutti i grandi ispiratori delle religioni terrestri (Gesù Cristo, Maometto, Mosè, Buddha, Rāma, Ermete Trismegisto) sarebbero emanazioni dirette del Re del Mondo.

## Il Governo occulto
In Mission de l'Inde en Europe di Saint-Yves d'Alveidre (1910), si descrive il Manu come il vero governatore occulto del mondo. Dalla sotterranea Agarthi egli conduce i destini dell'umanità secondo un ineffabile piano dettato da Dio, che non sempre però riesce comprensibile e non necessariamente positivo agli occhi dei comuni mortali. Il Manu conosce i pensieri di tutti i governanti umani della Terra, e conduce inevitabilmente al successo o al fallimento le loro scelte, a seconda che siano o meno conformi al piano divino.
Secondo gli scritti teosofici di Alice Bailey, in realtà, tale ruolo spetterebbe a Sanat Kumara, che lei pone a capo di una gerarchia occulta formata da una fratellanza di esseri di luce, che guiderebbe i destini del mondo, mentre il Manu sarebbe piuttosto il responsabile di uno dei tre dipartimenti inferiori, quello preposto alla direzione delle razze umane.
(Alice Bailey, Iniziazione umana e solare, New York, Lucis, 1922 )
Tutte le scoperte scientifiche deriverebbero dai suggerimenti dati, direttamente o indirettamente, agli scienziati e studiosi del pianeta dal Re del Mondo e dai suoi servitori per tutta la storia dell'umanità. Questi "Superiori sconosciuti", come vengono talora chiamati, avrebbero iniziato le più importanti sette esoteriche (Rosacroce, Illuminati, Massoneria, Priorato di Sion) alla verità del Mondo Sotterraneo di Agarthi. Riti, simboli, numeri e pratiche di queste sette rispecchierebbero riti, numeri e simboli del Mondo Sotterraneo. Fra queste si può ricordare la svastica nazista, ispirata al simbolo del sole indiano a sua volta ricavato dal simbolo della vita e della luce del Regno di Agarthi.
In questo senso il Re del Mondo è il più alto esponente della istituzione nota ai teorici del complotto come "Sinarchia", descritta da Saint-Yves D'Alveydres come una sorta di governo centrale di uomini eletti che formano il Consiglio di Stati e il Consiglio Internazionale delle Chiese e che seguendo le sue direttive ispirano e controllano i grandi moti dell'umanità (migrazioni, guerre, rivoluzioni, scoperte scientifiche, mutamenti politici, ecc.).
Al tempo stabilito il Re del Mondo riporterà Agarthi alla superficie, instaurando una nuova Età dell'oro in cui non esisteranno né morte, né lutto, né crimini, in cui il Re del Mondo e i suoi adepti domineranno sull'umanità con benevolenza ma anche con fermezza.

## Influenza culturale
Il noto cantautore Franco Battiato ha inciso una canzone intitolata Il re del mondo, contenuta nel disco L'era del cinghiale bianco e dedicata appunto a questo mitico personaggio orientale.